# Eberhard Herrmann
Eberhard Herrmann, född den 31 mars 1946 i Plochingen, död 9 september 2021 I Vattholma var en tyskfödd svensk religionsfilosof.
Herrmann promoverades till teologie doktor vid  Uppsala universitet den 16 december 1977. Hans avhandling hade titeln Der religionsphilosophische Standpunkt Bernard Bolzanos unter Berücksichtigung seiner Semantik, Wissenschaftstheorie und Moralphilosophie.  Herrmann blev senare professor i religionsfilosofi i Uppsala. Han blev emeritus 2011.
Herrmann har bland annat problematiserat att rätten till religionsfrihet inte ska definieras på religionernas egna villkor. Rätten att välja sätt att leva på ska inte vara beroende av livsåskådning, religiös eller inte. Därför argumenterar han för rätten till livsfrihet i stället för rätten till religionsfrihet.